# لوسيان ليتلفيلد
لوسيان ليتلفيلد (بالإنجليزية: Lucien Littlefield)‏ هو ممثل أمريكي، ولد في 16 أغسطس 1895 بسان أنطونيو في الولايات المتحدة، وتوفي في 4 يونيو 1960 بهوليوود في الولايات المتحدة.

## أعمال

### أفلام
- (1921) الشيخ
- (1935) روجلز من ريد جاب

## وصلات خارجية
- لوسيان ليتلفيلد على موقع IMDb (الإنجليزية)
- لوسيان ليتلفيلد على موقع أول موفي (الإنجليزية)
- لوسيان ليتلفيلد على موقع قاعدة بيانات الأفلام السويدية (السويدية)
- لوسيان ليتلفيلد على موقع إن إن دي بي (الإنجليزية)
- لوسيان ليتلفيلد على موقع ديسكوغز (الإنجليزية)
- لوسيان ليتلفيلد على موقع قاعدة بيانات الفيلم (الإنجليزية)
- لوسيان ليتلفيلد على موقع كينوبويسك (الروسية)